# Кирпичная луна
«Кирпичная луна» — повесть американского писателя Эдварда Хейла, выпущенная несколькими частями в The Atlantic Monthly, начиная с 1869 года. Это пример ранней фантастики, содержащий первое описание искусственного спутника (в частности, спутника связи) и космической станции.
«Кирпичная луна» написана в форме иронического журнала Фреда Ингема, описывающего ход и результаты проекта о строительству и запуску на орбиту Кирпичной луны — кирпичной сферы 200 футов в диаметре, которая, находясь в небе, должна была служить ориентиром для определения долготы.

## Устройство Кирпичной луны

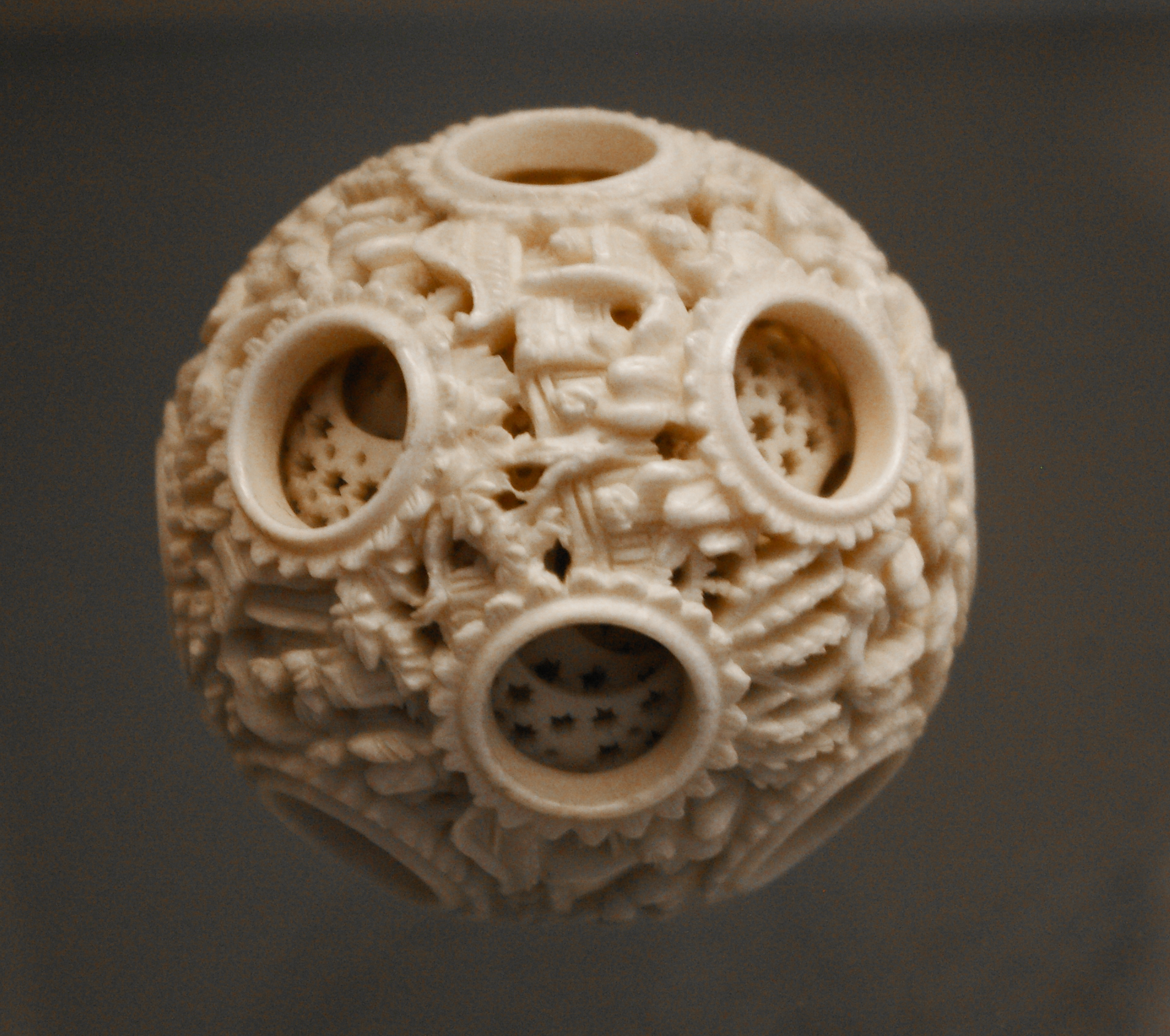
Китайская головоломка, с которой автор сравнивает устройство Кирпичной луны.

Определение широты для целей морской навигации особой проблемы не представляло — она легко вычисляется с помощью измерения угла возвышения Полярной звезды над горизонтом. Определение же долготы было намного более трудной задачей. Ведущие морские державы объявили за решение этой проблемы крупные премии. В «Кирпичной луне» автор устами героев предполагает, что если бы вокруг Земли был запущен один или несколько искусственных спутников по орбитам, параллельным меридианам, то это позволило бы легко определять долготу по их высоте над горизонтом.
Кирпич выбрали как материал, который выдержит нагревание воздушного трения во время запуска и не расплавится. Луна внутри была полой, чтобы сэкономить материал и облегчить конструкцию. Внутри прочность ей придавали меньшие сферы из кирпича, так называемые «лунетки» — всего 13 лунеток, соприкасающихся друг с другом и с поверхностью. В местах соприкосновения лунеток с поверхностью находились сквозные круглые отверстия. В конце строительства луну планировали побелить, чтобы сделать ярче, однако в итоге запустили без побелки.
Размер луны в 200 футов в диаметре был выбран таким образом, чтобы с высоты в 4000 миль она казалась такого же размера, как и собственно Луна. Планировалось запустить на орбиту четыре спутника на разных меридианах, чтобы их было видно из любой точки земного шара.
Чтобы вывести луну на орбиту, использовались маховики, установленные на реке подобно водяным колёсам. За несколько лет два маховика, крутящиеся в противоположных направлениях, запасли огромную кинетическую энергию. В момент запуска требовалось скатить луну на них по специальным рельсам, и сила вращения маховиков отбросила бы её наверх. Небольшая разница в диаметрах маховиков создала требуемый наклон траектории.

## Краткое содержание
Проект был задуман Ингемом и сотоварищами ещё в студенчестве, но по всем расчётам цена его реализации — хотя бы только кирпича — представлялась немыслимой для студентов. Таким образом, мечта о запуске Кирпичной луны была отложена друзьями на долгие годы.
Однако единомышленники не бросали надежду, и когда одному из них, Джорджу Оркатту, удалось сколотить состояние на прокладке тоннелей и оперировании железной дорогой, он разыскал остальных, чтобы наконец по-настоящему приняться за строительство Кирпичной луны. Сначала предстояло собрать недостающие деньги. Ингем, Оркатт и другие участники проекта разъезжали по Америке, принимая как малые пожертвования, так и условные подписки (средства, действительные только в случае достижения полной суммы до крайнего срока) от меценатов. Тем не менее, после всех стараний бюджет так и не был набран. Общей суммы в распоряжении проекта хватило только на то, чтобы приступить к созданию маховиков на подходящей реке — механизма для будущего запуска Кирпичной луны. Строительство луны было отложено на неопределённый срок.
Как раз когда маховики были построены, началась Гражданская война, и все разъехались служить. Удачное государственное вложение оставшихся средств наконец-то позволило достичь нужной суммы, и началось строительство само́й Кирпичной луны. За несколько месяцев до запуска мистер Ингем с мистером Галибуртоном и несколькими сотоварищами отправились собирать дополнительные деньги на побелку луны. К запуску Кирпичной луны пришлось возвращаться срочно, так как дату перенесли из-за запруды. Явившись как можно скорее к месту стройки, мистер Ингем и мистер Галибуртон обнаружили, что Кирпичная луна скатилась по рельсам на маховики раньше запланированного; а также что их друзья, за зиму перебравшиеся жить в тёплые, крытые внутренние полости луны, находились внутри во время запуска. Ингем и Галибуртон сочли своих друзей погибшими, а Кирпичную луну так и не обнаружили на ожидаемой орбите.
Прошло около года, прежде чем по заметкам из иностранных астрономических журналов, упоминавшим необычно движущееся небесное тело, Ингем и Галибуртон смогли обнаружить Кирпичную луну. Оказалось, что их друзья со своими семьями пережили запуск и улетели вместе с достаточным количеством атмосферы, воды и пищи, чтобы комфортно жить на поверхности искусственного спутника. Благодаря теории Дарвина они даже смогли вывести нехватающие сорта злаков, виды растений и домашней живности. С обитателями луны была установлена связь посредством азбуки Морзе. Во время регулярного сообщения они рассказали о том, как приспособились к новой жизни без привычных суток и без связи с обществом, и как выглядят с орбиты удалённые уголки Земли. Мистер Ингем с бывшими участниками проекта смогли организовать запуск посылки на Кирпичную луну, по большей части неудачный. В конечном итоге обитатели луны оказались довольны своей жизнью, свободной от тягот цивилизации.

## История публикаций
«Кирпичная луна» была изначально выпущена в трёх частях в The Atlantic Monthly в 1869 году. Четвёртая часть, озаглавленная «Жизнь на Кирпичной луне» («Life on the Brick Moon»), тоже вышла в The Atlantic Monthly в 1870 году. Впоследствии все четыре части вышли в 1899 году в сборнике творчества Эдварда Хейла под названием «Кирпичная луна и другие истории».
Все четыре части повести были впервые переведены на русский в 2017 году. Перевод распространяется по свободной лицензии и доступен бесплатно. В 2018 году он также был выпущен в электронном виде и в формате печати по требованию.

## Наследие
В 1877, когда Асаф Холл обнаружил два спутника Марса, он написал Хейлу и сравнил меньшую марсианскую луну, Деймос, с Кирпичной луной.